# Ludovic Feuillet
Ludovic Feuillet (* 7. August 1880 in Montbéliard; † 16. April 1955 in Asnières-sur-Seine) war ein französischer Radrennfahrer und Sportlicher Leiter.

## Sportliche Laufbahn
Feuillet war im Bahnradsport aktiv. Als Radrennfahrer hatte er nur wenige Erfolge. Auf der Bahn wurde er 1909 Dritter der nationalen Meisterschaft im Sprint. Bekannt wurde er vor allem als Sportlicher Leiter. 1910 wurde er Sportlicher Leiter des Radsportteams Alcyon, das jahrelang im französischen Radsport dominant war. Unter seiner Führung gewannen die Fahrer des Teams sieben Titel bei den Straßenradsport-Weltmeisterschaften und dreizehnmal die Gesamtwertung der Tour de France (u. a. Octave Lapize, Gustave Garrigou und Odiel Defraeye).
1949 wurde er Präsident des Verbandes der französischen Radsportdirektoren, einer Vereinigung, die die Interessen der Radsportteams vertrat.
1920 erhielt er die Auszeichnung „Grand Chancelier de la Légion d’Honneur“ (Ehrenlegion).